# Gare d’Altkirch
Gare d’Altkirch vasútállomás Franciaországban, Altkirch településen.

## Vasútvonalak
Az állomást az alábbi vasútvonalak érintik:
- Párizs–Mulhouse-vasútvonal
- Ligne d'Altkirch à Ferrette

## Kapcsolódó állomások
A vasútállomáshoz az alábbi állomások vannak a legközelebb:
- Gare de Walheim
- Gare de Dannemarie
- Gare de Mulhouse-Ville
- Gare de Belfort